# Plegafulles emmascarat
El plegafulles emmascarat(Automolus melanopezus) és una espècie d'ocell de la família dels furnàrids (Furnariidae).

## Hàbitat i distribució
Habita boscos de ribera del sud-est de Colòmbia, est de l'Equador, nord-est i sud-est del Perú, nord de Bolívia i oest amazònic del Brasil.